# لحم بقري

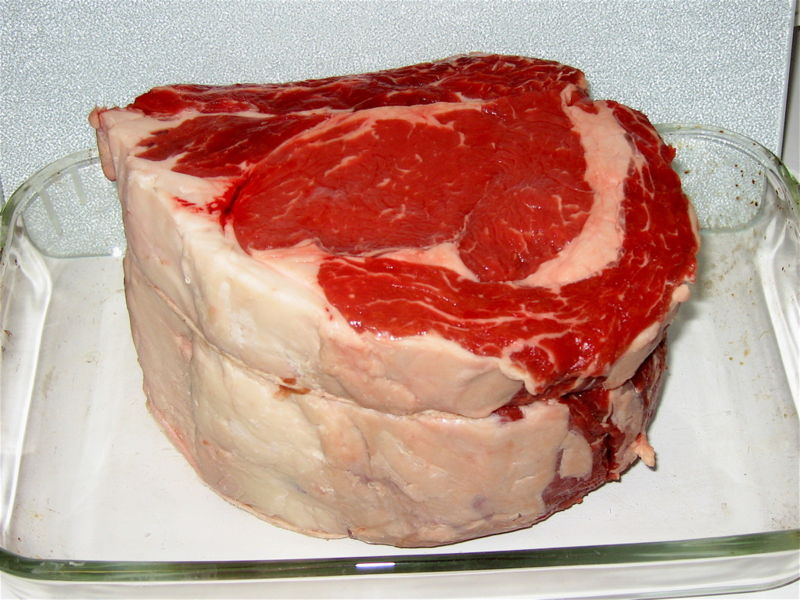
ضلع نيِّئ

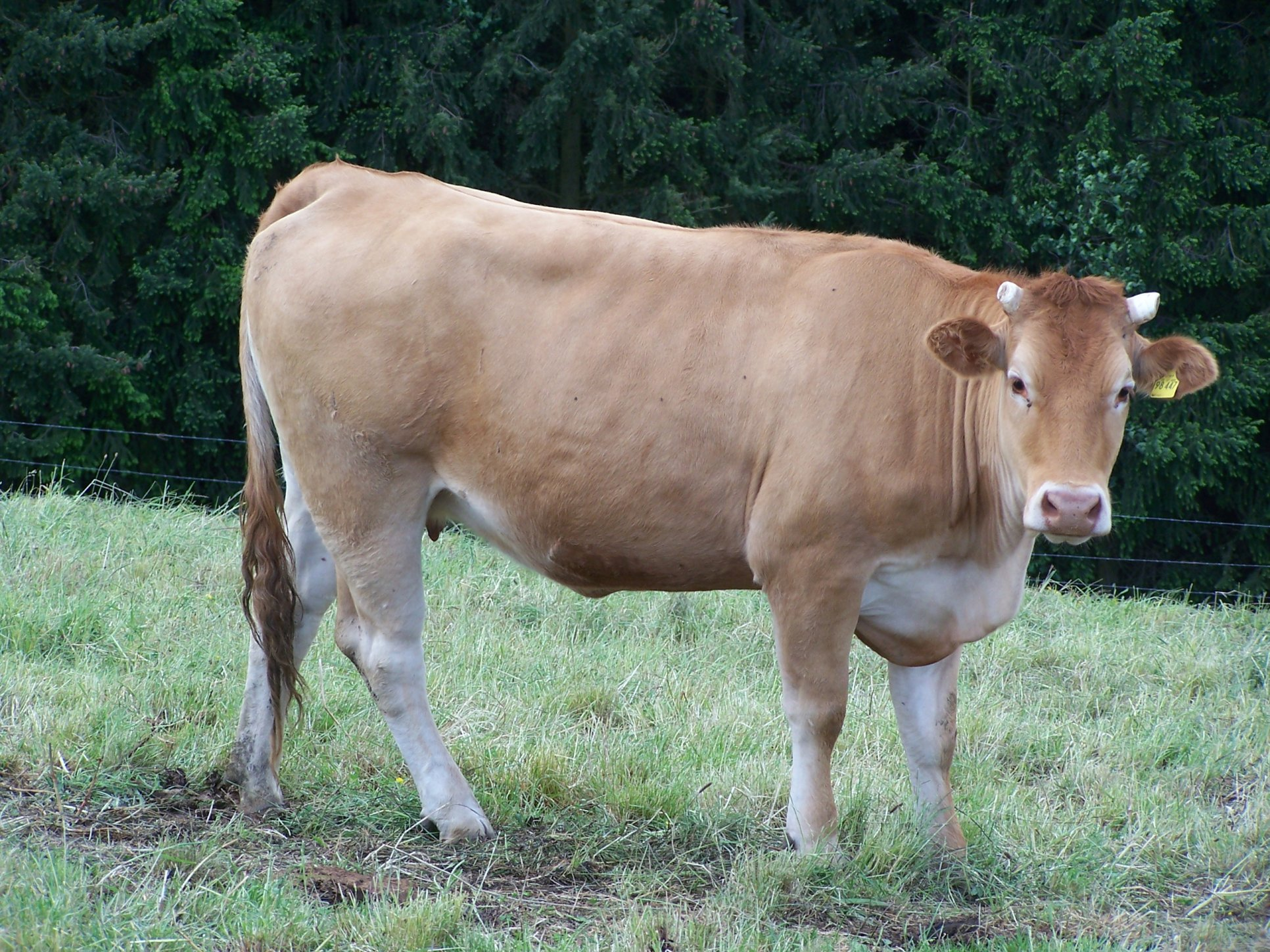
ماشية

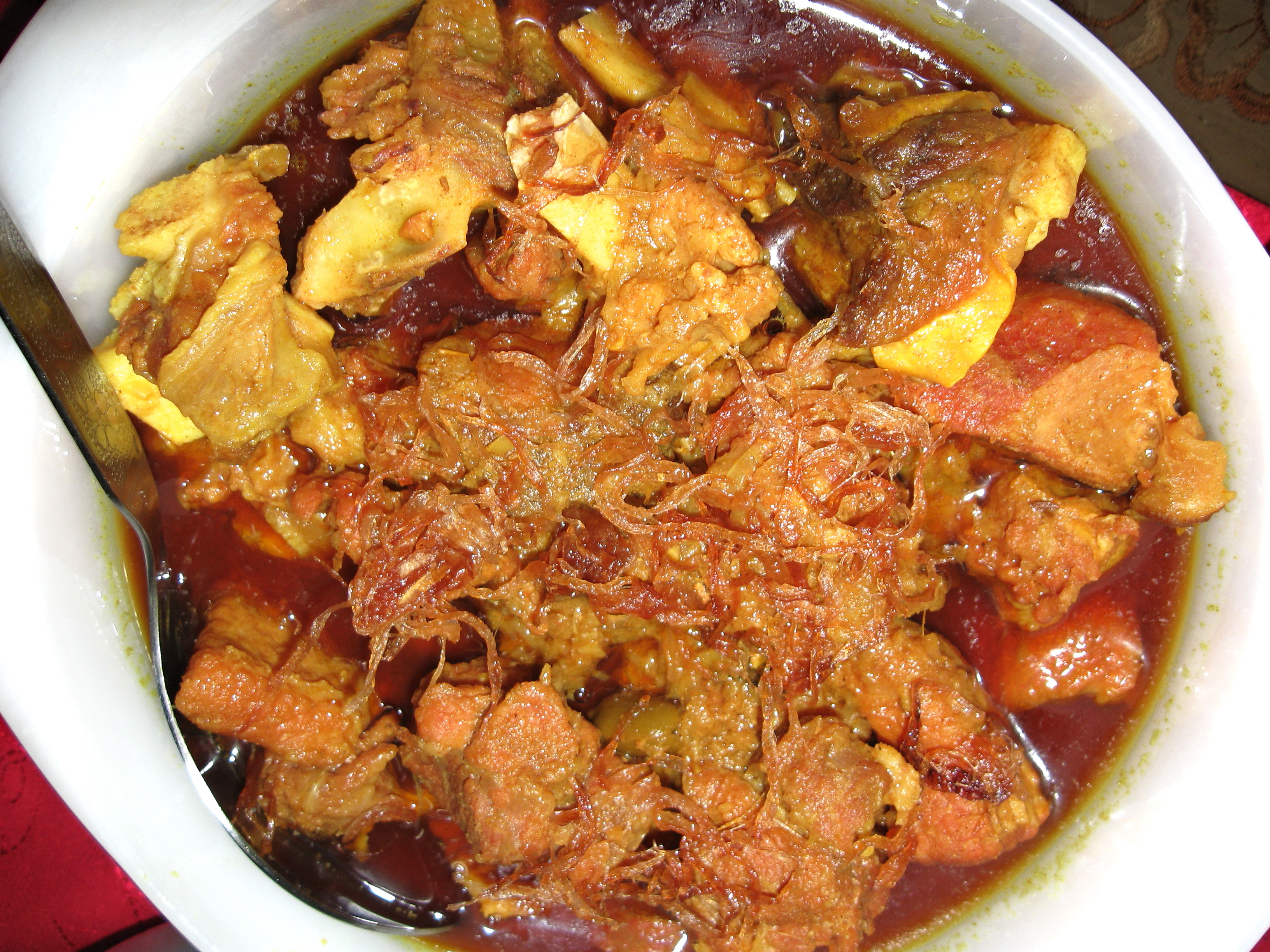
لحم البقر بالكاري في دكا، بنغلاديش

اللحم البقري هو أحد اللحوم الرئيسية المستخدمة في مطبخ الشرق الأوسط وأستراليا والأرجنتين وأوروبا والولايات المتحدة، وتعتبره بعض الثقافات محرَّمًا مثل الثقافة الهندية ومنها الهندوسية والجاينية.

## التاريخ
تناول البشر لحم الأبقار منذ عصور ما قبل التاريخ؛ حيث تُظهر بعض أقدم لوحات الكهوف المعروفة مثل لوحات كهف لاسكو صورًا لعمليات صيد الثيران، ثم تحول الإنسان منذ حوالي 10500 عام إلى تدجين وتربية الماشية والأبقار؛ ليُوَفِّر مصدرًا سهلًا للحوم والألبان والجلود، وقد كانت الماشية تُستخدم على نطاق واسع في جميع أنحاء العالم القديم في النقل والزراعة أو في إنتاج الحليب أو مَصدرًا لللحوم والجلود، ومع تطور الميكنة الزراعية بدأت تربية سلالات معينة من الأبقار بحيث تعطي أعلى إنتاجية من اللحوم مما أدى إلى ظهور سلالات مثل ماشية كيانينا وشارولايس، أو تحسن من جودة نسيج اللحوم مما أدى إلى ظهور سلالات مثل أبقار موراي جراي وأنغوس وواغيو، كما تُرَبَّى بعض السلالات لإنتاج اللحوم والألبان معًا مثل أبقار براونفيه السويسرية.
وقد ساعد الاستيلاء على الأراضي العشبية خلال الحرب المكسيكية الأمريكية في عام 1848م والتوسع في الجنوب الغربي الأمريكي على نمو الإنتاج الحيواني في الولايات المتحدة الأمريكية، وكانت مدينتا شيكاغو ونيويورك من أوائل المدن التي تطور فيها إنتاج وتجارة الثروة الحيوانية هناك.

## المعلومات الغذائية
يحتوي كل 100غ من لحم البقر المفروم والنَيِّئ (بنسبة 20% من الدهون) بحسب وزارة الزراعة الأميركية على المعلومات الغذائية التالية:
- السعرات الحرارية: 254
- الدهون: 20
- الدهون المشبعة: 7.67
- الكربوهيدرات: 0
- الألياف: 0
- البروتينات: 17.17
- الكولسترول: 71

## طرق تناوله
يمكن تناول اللحم مع الطبخ على شكل قطع كبيرة أو مفرومة، وعادةً ما يُحشَى اللحم المفروم في أطباق عديدة كالكوسة المحشوَّة وشيخ المحشي وغيرهما، كما يمكن أن يُقطَّع اللحم على شكل مكعبات صغيرة، ثم يُمزَج بتتبيلة القرفة والبهار وزيت الزيتون والخل ثم يُشكُّ بالأسياخ ويُشوَى.

## الإنتاج
كانت الولايات المتحدة والبرازيل والصين هي الدول المنتجة لمعظم لحوم البقر حول العالم في عام 2014؛ حيث أنتجت الولايات المتحدة الأمريكية حوالي 12.22 مليون طن، وأنتجت البرازيل نحو 9.9 مليون طن، بينما بلغ إنتاج الصين ما يقرب من 6.46 مليون طن، بينما كانت الدول صاحبة أعلى صادرات من لحم البقر في العالم في عام 2019 هي أستراليا التي ساهمت بحوالي 14.8٪ من إجمالي الصادرات، والولايات المتحدة الأمريكية التي ساهمت بحوالي 13.4٪ من إجمالي الصادرات، والبرازيل التي ساهمت بنسة 12.6٪ من إجمالي الصادرات العالمية من لحوم الأبقار، كما أن إنتاج لحوم البقر أيضًا موردٌ مهمٌّ من الموارد الاقتصادية في اليابان والأرجنتين والأوروغواي وكندا وباراغواي والمكسيك وبيلاروسيا ونيكاراغوا.

## الاستهلاك
لحم البقر هو ثالث أكثر أنواع اللحوم استهلاكًا في العالم؛ حيث يمثل حوالي 25٪ من إنتاج اللحوم في جميع أنحاء العالم، وذلك بعد لحم الخنزير الذي يمثل 38٪ من الإنتاج العالمي لللحوم، ولحوم الدواجن التي تمثل 30٪ من إنتاج اللحوم العالمي، وأكثر ثلاث دول استهلاكًا للحم البقر في العالم هم الولايات المتحدة الأمريكية والبرازيل وجمهورية الصين الشعبية، بينما تمتلك الأوروغواي أعلى معدل استهلاك للحوم البقر للفرد الواحد، تليها الأرجنتين ثم البرازيل؛ فقد بلغ متوسط نصيب الفرد من لحم البقر في الأوروغواي في عام 2014 أكثر من 42 كجم بحسب بيانات منظمة التعاون الاقتصادي والتنمية، بينما تستهلك الدول الأفريقية مثل موزمبيق وغانا ونيجيريا أقل كمية من اللحم البقري للفرد الواحد.

## وصلات خارجية
- معلومات غذائية عن لحم البقر المفروم
- وصفة لتتبيلة اللحم